# Comuna Jabotîn, Kameanka
Jabotîn (în ucraineană Жаботин) este o comună în raionul Kameanka, regiunea Cerkasî, Ucraina, formată din satele Flearkivka și Jabotîn (reședința).

## Demografie
Componența lingvistică a comunei Jabotîn
     Ucraineană (98,48%)
     Rusă (1,41%)
Conform recensământului din 2001, majoritatea populației comunei Jabotîn era vorbitoare de ucraineană (98,48%), existând în minoritate și vorbitori de rusă (1,41%).